# John Chessell Buckler
Pour les articles homonymes, voir Chessell.
John Chessell Buckler (8 décembre 1793 - 10 janvier 1894) est un architecte britannique, le fils aîné de l'architecte John Buckler. JC Buckler travaille d'abord avec son père avant de reprendre son cabinet. Son travail comprend des restaurations de maisons de campagne et à l'Université d'Oxford.

## Carrière

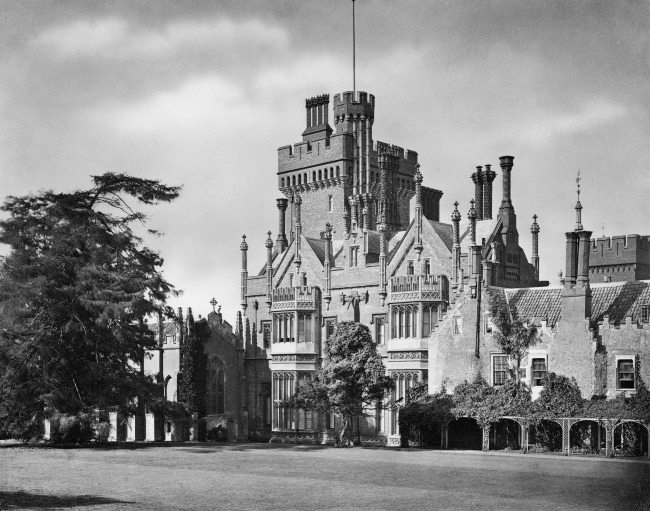
Costessey Hall, Norfolk, reconstruit par Buckler.

Buckler reçoit des cours d'art du peintre Francis Nicholson (peintre). A partir de 1810, il travaille avec son père. Son frère cadet, George, les rejoint plus tard et rapporte que les trois travaillaient "en parfaite harmonie". En 1830, son père lui cède son cabinet d'architecture et il travaille en partenariat avec George jusqu'en 1842.
En 1825, Buckler commence à reconstruire Costessey Hall, Norfolk, pour Lord Stafford. Son travail y est décrit par Charles Locke Eastlake, écrivant en 1872, comme « l'un des exemples les plus importants et les plus réussis du renouveau [gothique] dans l'architecture domestique ». Elle est de style « Tudor », en briques rouges et blanches, avec des parements en pierre. Les nouveaux bâtiments forment un groupe pittoresque irrégulier, avec des pignons à gradins, des tourelles d'angle et des cheminées richement moulurées, présentant, selon Eastlake « une connaissance du détail et des proportions bien en avance sur le travail contemporain ».
Buckler effectue beaucoup de travaux à Oxford, avec des réparations et des ajouts à l'église St. Mary et aux collèges Oriel, Brasenose, Magdalen et Jesus. Il restaure Oxburgh Hall, Norfolk, et Hengrave Hall, Suffolk, et conçoit Dunston Hall, Norfolk, et Butleigh Court dans le Somerset.
En 1836, il arrive deuxième, derrière Charles Barry, au concours pour reconstruire le Palais de Westminster à la suite de sa destruction par un incendie.
Les écrits de Buckler comprennent le texte accompagnant les gravures de son père de Views of the Cathedral Churches of England and Wales (1822). En 1823, il publie Observations on the Original Architecture of St. Mary Magdalen College, Oxford, dans lesquelles il exprime son hostilité envers les changements dans le quadrilatère du Magdalen College. Certains de ses écrits ultérieurs, tels que A History of the Architecture of the Abbey Church of St Alban (1847), sont en collaboration avec son propre fils, Charles Alban Buckler. Il écrit un autre ouvrage polémique, A Description And Defense Of The Restorations Of The Exterior Of Lincoln Cathedral (1866), une réponse cinglante aux accusations selon lesquelles, en sa qualité d'architecte honoraire de la cathédrale de Lincoln, il a supervisé une restauration dommageable impliquant le "grattage". ' du tissu cathédrale.
Il meurt, âgé de 100 ans, le 10 janvier 1894.

## Sources
- (en) Ian Nairn et Nikolaus Pevsner, Sussex, Harmondsworth, Penguin Books, coll. « The Buildings of England », 1965, 704 p. (ISBN 0-14-071028-0), p. 287
- (en) Jennifer Sherwood et Nikolaus Pevsner, Oxfordshire, Harmondsworth, Penguin Books, coll. « The Buildings of England », 1974, 936 p. (ISBN 0-14-071045-0)
- David Verey, Gloucestershire : The Cotswolds, vol. 1, Harmondsworth, Penguin Books, coll. « The Buildings of England », 1970, 620 p. (ISBN 0-14-071040-X), p. 442
- Mardell, Getting into a Scrape : The Buckler Dynasty, Lincoln Cathedral and Mid-Victorian Architectural Politics, vol. 63, 2020 (lire en ligne), p. 191–218